# Le Roi et moi
Pour les articles homonymes, voir Le Roi et moi (film, 1956) et Le Roi et moi (film, 1999).
Le Roi et moi (The King and I) est une comédie musicale américaine d'Oscar Hammerstein II et Richard Rodgers, créée à Broadway en 1951.

## Argument
Voir l'article consacré à l'adaptation au cinéma.

## Fiche technique
- Titre original : The King and I
- Titre français : Le Roi et moi
- Livret et lyrics : Oscar Hammerstein II, d'après le roman Anna et le Roi de Siam (Anna and the King of Siam) de Margaret Landon
- Musique : Richard Rodgers
- Mise en scène :  John Van Druten
- Chorégraphie : Jerome Robbins
- Direction musicale : Frederick Dvonch
- Orchestrations : Robert Russell Bennett
- Arrangements : Trude Rittmann (en)
- Décors et lumières : Jo Mielziner
- Costumes : Irene Sharaff
- Production : Richard Rodgers et Oscar Hammerstein II (Rodgers & Hammerstein)
- Nombre de représentations : 1 246
- Date de la première : 29 mars 1951
- Date de la dernière : 20 mars 1954
- Lieu (ensemble des représentations) : St. James Theatre, Broadway

## Distribution originale
- Yul Brynner : Le roi de Siam
- Gertrude Lawrence[1] : Anna Leonowens
- Doretta Morrow : Tuptim
- Dorothy Sarnoff : Lady Thiang
- Robin Craven : Sir Edward Ramsey
- Larry Douglas : Lun Tha
- Charles Francis : le capitaine Orton
- Leonard Graves : L'interprète / Un prêtre
- John Juliano : Kralahome
- Sandy Kennedy : Louis Leonowens
- Baayork Lee : La princesse Yaowlak
- Len Mence : Phra Alack
- Johnny Stewart : Le prince Chulalongkorn
- Barbara Luna : Enfant royale
- Stephanie Augustine, Marcia James, Ruth Korda, Suzanne Lake, Goria Marlowe, Carolyn Maye, Helen Merritt, Phyllis Wilcox : Épouses royales
- Doria Avila, Raul Celada, Beau Cunningham, Tommy Gomez : Esclaves
- Duane Camp, Joseph Caruso, Jack Matthew, Ed Preston : Prêtres

Parmi les acteurs ayant effectué des remplacements en cours de production :
- Alfred Drake : Le roi de Siam
- Celeste Holm : Anna Leonowens
- Patricia Morison : Anna Leonowens
- Sal Mineo : Le prince Chulalongkorn

## Numéros musicaux
| Acte I - Overture (orchestre) - I Whistle a Happy Tune (Anna, Louis) - My Lord and Master (Tuptim) - Hello, Young Lovers (Anna) - March of the Siamese Children (enfants) - Scene Before Curtain (Home Sweet Home) (prêtres, enfants) - A Puzzlement (le roi) - The Royal Bangkok Academy (Anna, épouses, enfants) - Getting to Know You (Anna, épouses, enfants) - We Kiss in a Shadow (Tuptim, Lun Tha) - A Puzzlement (reprise : Louis, prince Chulalongkorn) - Shall I Tell You What I Think of You ? (Anna) - Something Wonderful (Lady Thiang) - Something Wonderful (reprise : Lady Thiang) - Finale (le roi, ensemble) | Acte II - Entr'acte (orchestre) - Western People Funny (Lady Thiang, épouses) - I Have Dreamed (Tuptim, Lun Tha) - Hello, Young Lovers (reprise : Anna) - The Small House of Uncle Thomas (Ballet) (Tuptim, épouses) - Song of the King (le roi) - Shall We Dance ? (Anna, le roi) - I Whistle a Happy Tune (reprise : Anna) |

## Reprises
À Broadway

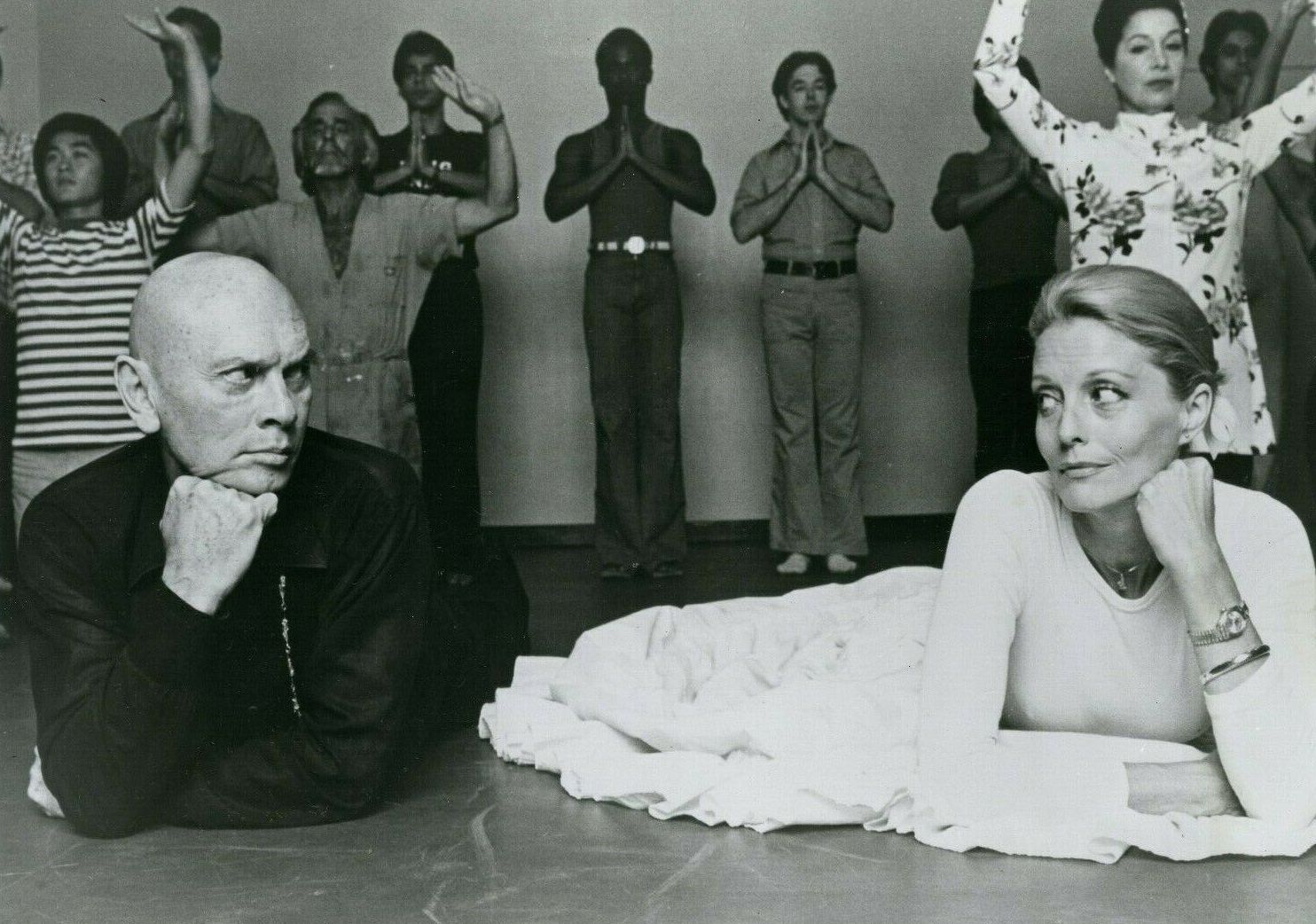
Yul Brynner et Constance Towers (reprise à Broadway en 1977-78, répétition)

- 1977-1978 : Au Uris Theatre, avec Yul Brynner (Le Roi de Siam) et Constance Towers — Angela Lansbury en remplacement — (Anna Leonowens), 695 représentations ;
- 1985 : Au Broadway Theatre, avec Yul Brynner[2] (Le Roi de Siam) et Mary Beth Peil (Anna Leonowens), 191 représentations ;
- 1996 : Au Neil Simon Theatre, avec Lou Diamond Phillips[3] (Le Roi de Siam) et Donna Murphy (Anna Leonowens), 780 représentations.

À Londres
- 1953-1955 : Au Théâtre Royal de Drury Lane, avec Herbert Lom (Le Roi de Siam), Valerie Hobson (Anna Leonowens) et Muriel Smith (Lady Thiang), 926 représentations ;
- 1979 : Au London Palladium, avec Yul Brynner (Le Roi de Siam) et Virginia McKenna (Anna Leonowens) ;
- 2000 : Au London Palladium, avec Jason Scott Lee — Paul Nakauchi en remplacement — (Le Roi de Siam) et Elaine Paige (Anna Leonowens).

## Récompenses et nominations
- 1952 : Cinq Tony Awards gagnés lors de la 6e cérémonie :
  - Tony Award for Best Musical
  - Tony Award for Best Performance by a Leading Actress in a Musical pour Gertrude Lawrence ;
  - Meilleur second rôle masculin dans une comédie musicale (Tony Award for Best Performance by a Featured Actor in a Musical) pour Yul Brynner ;
  - Meilleurs décors (Tony Award for Best Scenic Design - Musical) pour Jo Mielziner ;
  - Meilleurs costumes (Tony Award for Best Costume Design - Musical) pour Irene Sharaff.
- 1985 : Tony Award spécial (Special Tony Award) décerné lors de la 39e cérémonie  à Yul Brynner, honorant ses 4 525 prestations dans le rôle du roi de Siam.
- 1996 : Quatre Tony Awards gagnés lors de la 50e cérémonie :
  - Meilleure reprise d'une comédie musicale (Tony Award for Best Revival of a Musical) ;
  - Tony Award for Best Performance by a Leading Actress in a Musical pour Donna Murphy ;
  - Meilleurs décors (Tony Award for Best Scenic Design - Musical) pour Brian Thomson ;
  - Meilleurs costumes (Tony Award for Best Costume Design - Musical) pour Roger Kirk.
- 1996 : Drama Desk Award de la reprise la plus marquante d'une comédie musicale (Drama Desk Award for Outstanding Revival of a Musical) décerné lors de la 42e cérémonie.
- 2000 : Grammy Hall of Fame Award pour l'enregistrement de l’œuvre avec la distribution originale sorti en 1951 chez Decca Records[4].

## Anecdotes
- Yul Brynner a joué la pièce 4,625 fois.
- Guy Fournier, comme les autorités thaïlandaises, condamne le caractère très éloigné de la réalité historique de la comédie musicale et du film The King and I dans Le journal de Montréal[5].

## Adaptations au cinéma
- 1956 : Le Roi et moi (The King and I) de Walter Lang, avec Yul Brynner (Le roi de Siam) et Deborah Kerr (Anna Leonowens).
- 1999 : Le Roi et moi (The King and I), film d'animation de Richard Rich